# Иосифов, Гордей Максимович
Гордей Максимович Иосифов (3 (15) января 1870, Владикавказ — 24 марта 1933, Воронеж) — российский и советский учёный-анатом, педагог, основоположник российской сравнительной лимфологии, доктор медицины, профессор (1906), заведующий кафедрой нормальной анатомии Томского университета (1906—1922), кафедрой нормальной анатомии Воронежского университета в 1923—1930 и Воронежского государственного медицинского института в 1930—1932 годах. Автор трудов по анатомии лимфатической системы.

## Биография
Родился 3 (15) января 1870 года во Владикавказе, в купеческой семье. После окончания классической гимназии во Владикавказе (1889) поступил на медицинский факультет Императорского Харьковского университета, который и окончил в 1894 году со степенью лекаря и званием уездного врача. В том же году рекомендован на должность помощника прозектора при кафедре описательной анатомии Харьковского университета. В 1897 г. рекомендован к исполнению должности прозектора при кафедре физиологической анатомии. Выдержал экзамены на степень доктора медицины и в 1899 году защитил в Харьковском университете диссертацию «К вопросу о нервах gl. thymus у человека». С 1903 года — приват-доцент Харьковского университета.
В 1904—1905 годах находился в заграничной научной командировке; работал, в частности, в анатомическом институте в Цюрихе (Швейцария) и анатомическом музее в Павии (Италия), изучал лимфатические системы рыб на российской Вилла-Франкской зоологической станции на Средиземноморском побережье. На основании результатов работы в Вилла-Франке сделал доклад о лимфатических сосудах и органах движения лимфы у костистых рыб на заседании Парижского биологического общества. Переехав в Берлин, Г. М. Иосифов работал в анатомическом институте у профессора Генриха Вильгельма Вальдейера.
По возвращении в Россию в 1906 году был избран на должность заведующего кафедрой нормальной анатомии Томского университета; заведовал кафедрой до 1923 года. Открыл при университете Анатомический музей.
С 1910 года — статский советник.
В 1915 году находился в составе миссии Российского общества Красного Креста на Западном фронте.
В 1918 году был избран профессором по кафедре анатомии человека Юрьевского университета, но Юрьев был занят немецкими войсками и Иосифов остался в Томске. В 1920 году командировался Томским университетом с научной целью в Алтайскую, Енисейскую и Томскую губернии.
Скончался в 1933 году от скоротечной чахотки, которой заразился в 1932 году при вскрытии.

## Научная деятельность
Профессор Иосифов первым исследовал варианты формирования грудного протока, формы и положение его цистерны у человека. Обосновал роль диафрагмы и цистерны грудного протока в движениях лимфы, показал в филогенезе значение активных и пассивных механизмов оттока лимфы в кровь, разработал методы исследования крупных лимфатических стволов тушь-желатиновой массой и глубоких лимфатических сосудов путём введения массы Герота в толщу синовиальных оболочек суставов, апоневрозов, надкостницы. Итогом многолетних исследований стала монография Г. М. Иосифова «Лимфатическая система человека с описанием аденоидов и органов движения лимфы» (1914). Она явилась первой отечественной монографией по данной проблеме и была удостоена Премии имени академика П. А. Загорского (1 тыс. руб.), присуждавшейся за новаторские достижения в области анатомической науки. В 1930 году эта монография была переиздана в Йене (Германия)на немецком языке.
Г. М. Иосифов значительно преуспел в разработке методов сохранения трупов и анатомических препаратов. Предложенные им метод хранения анатомических препаратов и трупов в закрытом пространстве без жидкости, а также метод приготовления искусственных мумий были учтены профессором В. П. Воробьёвым (шурином Г. М. Иосифова) и Б. И. Збарским при бальзамировании тела В. И. Ленина, в ходе которого Г. М. Иосифов дважды в 1924 году выезжал в Москву в качестве консультанта. Анатомическая школа, созданная Иосифовым в Томском университете, известна фундаментальными работами по лимфатической системе человека. Среди его учеников был действительный член АМН СССР Д. А. Жданов.
С 1908 года Г. М. Иосифов состоял членом правления общества вспомоществования нуждающимся студентам Томского университета и Томского технологического института. Являлся председателем студенческого научного Пироговского общества (с 1912), членом Общества естествоиспытателей и врачей. Принимал участие в работе XII съезда русских естествоиспытателей и врачей (Москва, 1909—1910), IV Всесоюзном съезде анатомов, гистологов и эмбриологов (Киев, 1930). В Томский период он неоднократно выезжал с научными целями за границу (1909, 1911, 1912, 1913).

## Награды
- Орден Св. Станислава 2-й ст. (1915);
- Медаль «В память 300-летия царствования Дома Романовых».